# Karim Adil Jusuf ad-Disuki
Karim Adil Jusuf ad-Disuki (Kareem Adel Yousef Eldesouky, arab. كريم عادل السيد يوسف الدسوقى; ur. 21 czerwca 2004) – egipski zapaśnik walczący w stylu klasycznym. Złoty medalista mistrzostw arabskich w 2022. Mistrz Afryki juniorów w 2022 i 2023 roku. 